# Sampaense Basket
O Sampaense Basket é uma secção autônoma que representa a Sociedade Recreativa Lealdade Sampaense localizada na cidade de São Paio de Gramaços, Portugal que atualmente disputa a ProLiga. Manda seus jogos no Pavilhão Serafim Marques com capacidade para 500 adeptos.

## Temporada por temporada
| Temporada | Nível | Liga    | Posição | Pós-temporada     |
| --------- | ----- | ------- | ------- | ----------------- |
| 2012-13   | 1     | LPB     | 6       | Quartas de finais |
| 2013–14   | 1     | LPB     | 4       | Semifinais        |
| 2014-15   | 1     | LPB     | 11      | Rebaixado         |
| 2015-16   | 2     | Proliga | 15      |                   |
| 2016-17   | 1     | LPB     | 11      | Rebaixado         |
| 2017-18   | 2     | ProLiga | 6       |                   |
| 2018-19   | 2     | ProLiga | 7       |                   |

fonte:eurobasket.com

## Artigos relacionados
- Liga Portuguesa de Basquetebol
- Proliga
- Supertaça de Portugal de Basquetebol